# 论衡
《论衡》，是中国东汉时期思想家王充的重要著作。全书共计十三卷，八十五篇，佚亡一篇，与《后汉书·王充传》的说法吻合。但王充在《自纪篇》中却说「吾书百篇」，「吾书亦才出百」，可能《论衡》原有百篇以上，到范晔写《后汉书》时仅餘85篇了。《论衡》成於江東，曾長期未流傳至中原。蔡邕來到吳郡後得到了《论衡》。王朗擔任會稽太守時，也拿到了該書，王朗後來前往許都時，將該書一同帶去，论衡因而逐漸流傳開來。該書主要阐述了作者无神论的思想观点，对当时社会上谶纬盛行，社会上层和民间流行各种神秘主义进行了批判。

## 内容主旨
东汉时代，儒家思想占支配地位，但与春秋战国时期所不同的是，儒家学说掺进了谶纬学说，而其集大成者的是《白虎通义》。王充作《论衡》一书，就是针对这种神秘主义的谶纬说。「衡」字本义是天平，《论衡》的目的是「冀悟迷惑之心，使知虚实之分」（《论衡．对作》篇）。王充還在書中批判當時流行的天人感應，並認為“天”並非是神，而是無意識的自然之物，天和萬物一樣，都是由“气”組成。
因為《论衡》一书被认为是「诋訾孔子」，「厚辱其先」，故遭到当时以及后来的很多统治者的冷遇和禁锢，将它视之为「异书」。